# العدیاح
ال-عدیاه یک منطقهٔ مسکونی در یمن است که در استان حضرموت واقع شده‌است.